# Kurt Stössel
Kurt Stössel (Amburgo, 26 dicembre 1907 – 15 maggio 1978) è stato un calciatore tedesco, di ruolo attaccante.